# My Girlfriend is a Nine-Tailed Fox
My Girlfriend is a Nine-Tailed Fox (en hangul, 내 여자친구는 구미호; en hanja, 내 女子親舊는 九尾狐) también conocida como My Girlfriend is a Gumiho, en español como Mi novia es una zorra de nueve colas y Mi Novia es una Gumiho, es una serie de televisión surcoreana emitida durante 2010 y protagonizada por Lee Seung-ki y Shin Min-ah. Fue escrita por las hermanas Hong, un duo de escritoras anteriormente famosas por You're Beautiful y My Girl (2005).
Fue transmitida por Seoul Broadcasting System, desde el 11 de agosto hasta el 30 de septiembre de 2010, finalizando con una longitud de 16 episodios, al aire las noches de los días miércoles y jueves a las 21:55 (KST).

## Sinopsis
Cha Dae-woong es un estudiante universitario normal, con ambición de convertirse en una estrella. Hasta que un día libera accidentalmente un Gumiho, una zorra con nueve colas legendaria que quedó atrapada dentro de una pintura de la abuela Samshin. Huyendo de la escena, él sufre una caída con peligro de muerte y sólo se salva por la gumiho, quien le da su "grano de zorro".
Cuando Dae-woong se despierta, se encuentra con una chica bonita y misteriosa a la que inicialmente trata como excéntrica o enferma mental antes que finalmente entienda que ella es una gumiho en forma humana. Según el mito, los gumihos comen los hígados de los hombres, así que Dae-woong tiene miedo de su ingenio, y que la gumiho se aproveche de su miedo para comérselo. Él la nombra Mi-ho y la mantiene feliz con la compra de carne de vacuno y ocultando su verdadera identidad.
Mi-ho desea nada más que convertirse en humana, por lo que llegan a un acuerdo: ella le presta su grano zorro mística para que con mayor velocidad y fuerza, sea capaz de hacer acrobacias difíciles, y a cambio él la ayuda a convertirse en humano. A medida que pasa el tiempo, llegan a conocerse mejor y Dae-woong se encanta por la forma en que Mi-ho mira el mundo con su asombro infantil.
Ella conoce a Park Dong-joo, un ser sobrenatural mitad humano. Dong-joo le dice a Mi-ho que será capaz de convertirse en humana si sigue sus instrucciones. Una vez que se haga esto, su ser sobrenatural comenzará a morir.
Pero Dong-joo se calla deliberadamente que este proceso dará lugar a la muerte del humano. Mi-ho y Dae-woong se enamoran sin saber las consecuencias de cumplir su objetivo en 100 días: Dae-woong va a morir si Mi-ho se convierte en humana, pero Mi-ho morirá si ocurre otra misteriosa cosa.

## Reparto

### Personajes principales
- Lee Seung-ki como Cha Dae-woong

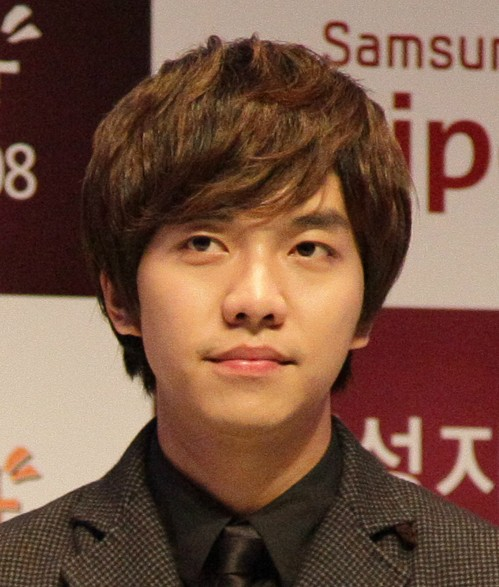
Lee Seung Gi quien interpreta a Cha Dae Woong

Es un aspirante a actor inmaduro que perdió a sus padres a una edad temprana y posteriormente fue criado por sus ricos abuelos y tía. Cuando su abuelo intenta inscribirlo en un estricto internado, él huye y finalmente termina en un templo budista, donde la voz de una mujer de pintarle nueve colas a una pintura de un zorro.
Luego conoce a una chica que le informa que ella era la gumiho en la pintura (que él llama después como Mi-ho). En un principio teme que pueda comérselo e intenta mantenerla feliz comprándole carne y ocultando ante los demás el hecho que ella es una gumiho. Finalmente, Dae-woong se enamora de ella.

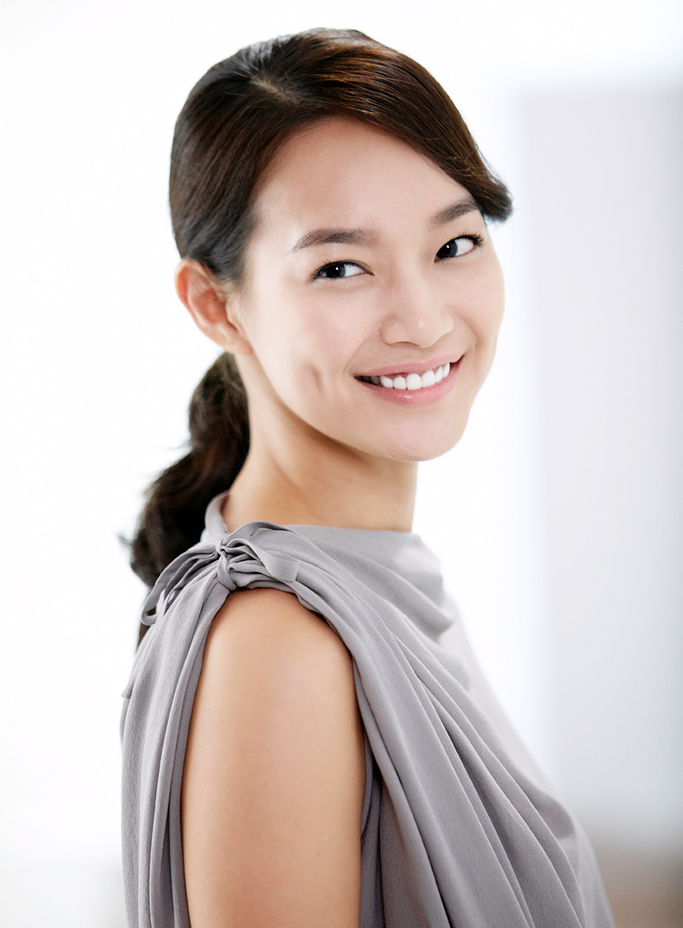
Shin Min Ah quien interpreta a Gumiho, el ser mitológico

- Shin Min-ah como Koo Mi-ho / Park Sun-joo / Kil Dal

Es una legendaria zorra de nueve colas ("Gumiho" en la mitología coreana) atrapada dentro de una pintura de hace 500 años. Ella soñaba con ser humano durante siglos, pero una vez que mujeres celosas esparcieran rumores diciendo que era una criatura peligrosa que comía hígados de varones, ningún hombre estaría de acuerdo en casarse con ella.
Posee una fuerza sobrehumana, puede funcionar rápidamente, saltar muy alto, e identificar personas y objetos a grandes distancias por el olor. Sin embargo, tiene un miedo mortal al agua, ya que su cordón de zorro (que alberga la energía vital o "qi") está hecho de fuego. Después que Dae-woong cae a un acantilado, ella le da su grano de zorro para mantenerlo con vida. A medida que pasan más tiempo juntos, él se sorprende de ver que en vez de la figura feroz de leyenda, Mi-ho es linda y llena de asombro. Su principal objetivo es llegar a ser humana.
- Noh Min-woo como Park Dong-joo

Es un ser sobrenatural, mitad humano que se disfraza como veterinario. Su misión inicial era capturar a Mi-ho y ponerla de nuevo en la pintura, pero al verla, cambia de opinión. Ella es la viva imagen de Kil Dal, una duende que él había amado desde hace siglos, pero que fue traicionada por su amante humano que la llevó a la muerte a manos de Dong-joo. Sospechando que Mi-ho es la reencarnación de Dal dada su apariencia y circunstancias similares, actúa como su mentor, velando por ella y su suministrando de información sobre los seres humanos.
Él advierte a Mi-ho que no debe confiar en los seres humanos. Dong-joo le dice a ella cómo se puede llegar a ser humano y deliberadamente retenerlo hasta que Dae-woong muera. Él prepara todas las identificaciones y documentos necesarios bajo el nombre de Park Sun-joo, hasta que pasen los 100 días y Mi-ho se convierta completamente en humana.
- Park Soo-jin como Eun Hye-in

Ella y Dae-woong tenían una cercana relación, pero el pierde el interés en ella cuando descubre que ella simplemente lo estaba utilizando. Cuando Mi-ho se convierte en la novia de Dae-woong, se pone celosa, e intenta recuperar su antigua relación mediante investigando la verdadera identidad de Mi-ho.

### Personajes secundarios
- Byun Hee-bong como Cha Poong.
- Yoon Yoo-sun como Cha Min-sook.
- Sung Dong-il como Ban Doo-hong.
- Park Hyo-min como Ban Sun-nyeo.
- Kim Ho-chang como Kim Byung-soo.

### Otros personajes
- Im Hyun-shik como un monje budista.
- Kim Ji-young como la abuela Samshin.
- Jung Woon-taek.
- Oh Na-mi.
- Han Min-kwan.
- Park Shin-hye como Ko Mi-nyeo.
- Yoo Yi.
- Lee Hong-gi como Jeremy.
- Shin Dong-woo
- Lee Soo-geun.
- Uee.

## Recepción

### Audiencia
En Azul la audiencia más baja y en rojo la más alta, correspondientes a las empresas medidoras TNms y AGB Nielsen.
| Ep. #    | Fecha original de emisión | Share        | Share        | Share       | Share       |
| Ep. #    | Fecha original de emisión | TNmS Ratings | TNmS Ratings | AGB Nielsen | AGB Nielsen |
| Ep. #    | Fecha original de emisión | Nacional     | Seúl         | Nacional    | Seúl        |
| -------- | ------------------------- | ------------ | ------------ | ----------- | ----------- |
| 1        | 11 de agosto de 2010      | 12.7 %       | 13.0 %       | 10.2 %      | 10.8 %      |
| 2        | 12 de agosto de 2010      | 12.6 %       | 13.1 %       | 10.8 %      | 11.7 %      |
| 3        | 18 de agosto de 2010      | 14.6 %       | 14.9 %       | 11.4 %      | 11.8 %      |
| 4        | 19 de agosto de 2010      | 14.1 %       | 14.0 %       | 12.0 %      | 12.6 %      |
| 5        | 25 de agosto de 2010      | 14.0 %       | 14.1 %       | 10.9 %      | 11.2 %      |
| 6        | 26 de agosto de 2010      | 14.2 %       | 14.1 %       | 11.2 %      | 11.7 %      |
| 7        | 1 de septiembre de 2010   | 13.4 %       | 13.4 %       | 11.9 %      | 13.3 %      |
| 8        | 2 de septiembre de 2010   | 13.4 %       | 13.6 %       | 12.0 %      | 12.4 %      |
| 9        | 8 de septiembre de 2010   | 13.2 %       | 12.8 %       | 10.8 %      | 11.6 %      |
| 10       | 9 de septiembre de 2010   | 12.3 %       | 12.6 %       | 10.3 %      | 11.6 %      |
| 11       | 15 de septiembre de 2010  | 13.0 %       | 12.8 %       | 10.8 %      | 12.2 %      |
| 12       | 16 de septiembre de 2010  | 10.7 %       | 10.4 %       | 8.7 %       | 9.5 %       |
| 13       | 23 de septiembre de 2010  | 19.4 %       | 19.8 %       | 15.2 %      | 15.1 %      |
| 14       | 23 de septiembre de 2010  | 22.5 %       | 22.8 %       | 19.2 %      | 19.1 %      |
| 15       | 29 de septiembre de 2010  | 18.6 %       | 18.6 %       | 16.6 %      | 17.7 %      |
| 16       | 30 de septiembre de 2010  | 21.3 %       | 21.0 %       | 19.9 %      | 21.1 %      |
| Promedio | Promedio                  | 15.0 %       | 15.0 %       | 12.6 %      | 13.3 %      |

## Banda sonora
1. 정신이 나갔었나봐 (Losing My Mind) - Lee Seung Gi
2. 여우비 (Tema principal) (Fox Rain) - Lee Sun Hee
3. 내가 사랑할 사람 (Tema de Miho) (The Person I Love) - Lee Seul Bi
4. 울랄라 (Oh La La) - Kim Gun Mo
5. 둘이 하나 (Tema de amor) (Two As One) - Lyn
6. 샤랄라 (Sha La La) - Shin Min Ah
7. 덫 (동주 Theme) (Trap) - No Min Woo
8. 나를 바라봐 (Look At Me) - Park Hong
9. 다 줄 수 있어 (I Can Give You All) - Shin Min Ah
10. 여우비 (versión acústica) (Fox Rain) - Lee Sun Hee
11. 내가 사랑할 사람 (versión piano) (The Person I Love) - Lee Sun Hee
12. 지금부터 사랑해 (I Love You From Now) - Lee Seung Gi

## Premios y nominaciones
| Año  | Premio                           | Categoría                                           | Nominado                           | Resultado | Ref         |
| ---- | -------------------------------- | --------------------------------------------------- | ---------------------------------- | --------- | ----------- |
| 2010 | MelOn Music Awards               | Bonsang - Artista Top 10                            | "Losing My Mind" - Lee Seung Gi    | Ganador   | [ 7 ] [ 8 ] |
| 2010 | MelOn Music Awards               | Mejor canción de OST                                | "Losing My Mind" - Lee Seung Gi    | Ganador   | [ 7 ] [ 8 ] |
| 2010 | SBS Drama Awards                 | Premio a la excelencia, Actor en un drama especial  | Lee Seung Gi                       | Ganador   | [ 9 ]       |
| 2010 | SBS Drama Awards                 | Premio a la excelencia, actriz en un drama especial | Shin Min Ah                        | Ganador   | [ 9 ]       |
| 2010 | SBS Drama Awards                 | Premio a la nueva estrella                          | No Min Woo                         | Ganador   | [ 9 ]       |
| 2010 | SBS Drama Awards                 | Las 10 estrellas                                    | Lee Seung Gi                       | Ganador   | [ 9 ]       |
| 2010 | SBS Drama Awards                 | Las 10 estrellas                                    | Shin Min Ah                        | Ganador   | [ 9 ]       |
| 2010 | SBS Drama Awards                 | Premio a la mejor pareja                            | Lee Seung Gi y Shin Min Ah         | Ganador   | [ 9 ]       |
| 2011 | Seoul International Drama Awards | Mejor drama                                         | My Girlfriend Is a Nine-Tailed Fox | Nominado  | [ 10 ]      |
| 2012 | USTv Students' Choice Awards     | Mejor serie de televisión extranjera                | My Girlfriend Is a Nine-Tailed Fox | Ganador   | [ 11 ]      |

## Emisión internacional
- China: CETV y Anhui TV.
- Hong Kong: i-CABLE Entertainment Channel y No. 1 Channel.
- Filipinas: ABS-CBN.
- Indonesia: Indosiar, LBS TV y RTV.
- Japón: TBS, MBS, MRT, OBS, ATV, UTY, RKK y KYT.
- Singapur: One TV Asia.
- Malasia: NTV, 8TV y One TV Asia.
- Tailandia: Channel 7.
- Taiwán: GTV.
- Vietnam: HTV3.